# Rheason Love
Rheason Love（リーズン・ラブ）は、日本のヴォーカリスト（シンガーソングライター）・作家である。アーティストとしての活動名はRHEASON、作家名はRheason Loveとして分けられている。

## 来歴
大阪府出身。血液型O型。
全日本ボーカリストランキングオーディションにて、約2000人の中からグランプリ獲得ののち、PlayStation 2用ソフト『鋼の錬金術師2 赤きエリクシルの悪魔』および『鋼の錬金術師3 神を継ぐ少女』、『NARUTO -ナルト- うずまき忍伝』のエンディングテーマのボーカルおよび制作に起用される。
カニエウエスト、Jay-Z, Akonら参加のミックステープに参加、セカンドシングル曲 「CALL」は、ジェイソン・デルーロ、マライア・キャリー、ブリトニー・スピアーズ、ブラックアイドピーズ、KE$HAをはじめ様々なアーティストのリミックスを手がけるKlubjumpersによってリミックスされる。

## ディスコグラフィー

### シングル
1. Everything Is Watched[5]（2009年9月）
2. CALL[6]（2010年1月）
3. Why I Love You So Much（2019年8月）
4. Never Enough（2020年1月）
5. Lost Stars（2020年10月）
6. Escape（2022年4月）
7. Coma（2022年5月）
8. I Miss You（2023年4月）
9. Up and Down（2023年5月）
10. Dance Monkey（2023年9月）
11. イヤホン（2025年4月）

### アルバム
1. No Enemy But Time（2012年5月）
2. SECRET(Deluxe Edition)（2013年3月）

## 楽曲提供
- No More (feat.Rheason Love & Tomoyuki Hirakawa) 電音部 /Artist: 白金 煌 (CV: 小宮有紗)（2021/12/16）
- CHAO!! - Daisy
- Flame In The Dark - YURiKA（ゲーム『ダークテイルズ』木蘭キャラクターソング）